# Alex King (basket-ball)
Pour les articles homonymes, voir Alex King et King.
Alex King, né le 20 février 1985 à Ansbach en Allemagne, est un joueur allemand de basket-ball, évoluant au poste de ailier.

## Palmarès
- Champion d'Allemagne 2018 et 2019 avec le Bayern Munich